# Gigante Verde
Gigante Verde (en inglés, Green Giant) es una marca internacional de verduras y hortalizas en conserva, productos congelados y ensaladas, propiedad de la multinacional B&G Foods.

## Historia
La empresa Minnesota Valley Canning fue fundada en 1903 en Le Sueur, Minnesota (Estados Unidos). Por aquel entonces su único producto era maíz blanco cremoso, aunque cuatro años después amplió la producción a los guisantes finos. El personaje del Gigante Verde se creó en 1925 para promocionar un guisante más dulce y grande que los de la competencia, así como para dotarse de un elemento distintivo. En 1926 se añadió el dibujo de un gigante a la etiqueta y dos años después se le tiñó de verde.
El personaje del gigante fue más tarde asociado a otros productos de la Minnesota Valley Canning, hasta que en 1950 la empresa cambió su nombre por el de Green Giant. En los países de habla hispana se tradujo a Gigante Verde.
En 1979, Gigante Verde se fusionó con otra empresa de Minnesota, Pillsbury Company. Dos décadas después fue absorbida por su competidor General Mills, quienes vendieron la marca en 2015 al grupo B&G Foods por 765 millones de dólares.

## Mascota
La mascota de la marca es el «Alegre Gigante Verde» (Jolly Green Giant), un hombre de gran tamaño y piel verde que está vestido con un traje de hojas y botas. Vive en el «Valle del Gigante Verde», en referencia al valle del río Minnesota, donde crecen todas sus hortalizas. Para hacerse un hueco entre el público infantil se añadió una mascota de menor tamaño, Little Green Sprout.
Existe una escultura gigante de Gigante Verde en la ciudad de Blue Earth, Minnesota. La localidad erigió una estatua de fibra de vidrio de 17 metros de altura que contó con la aprobación de los propietarios de la marca. Fue inaugurada el 6 de julio de 1979 y se ha convertido en una atracción turística, con más de 10 000 visitantes al año.